# Mecodopsis conisema
Mecodopsis conisema är en fjärilsart som beskrevs av George Francis Hampson 1926. Mecodopsis conisema ingår i släktet Mecodopsis och familjen nattflyn. Inga underarter finns listade i Catalogue of Life.